# Bernard Cooperman
Bernard Dov Cooperman (Toronto, 9 de octubre de 1946) es un historiador y educador canadiense radicado en Estados Unidos.

## Biografía
Recibió su licenciatura en la Universidad de Toronto en 1968, una maestría en la Universidad Brandeis en 1969, una maestría en la Universidad de Harvard en 1972 y su doctorado en Harvard en 1976.
Estuvo en la facultad de la Universidad de Harvard hasta 1989, ha sido miembro del Instituto de Estudios Avanzados de la Universidad Hebrea de Jerusalén y miembro de Lilly (1994-1995). Se desempeñó como Director del Centro Meyerhoff de Estudios Judíos de 1991 a 1997.
Actualmente se desempeña como profesor asociado Louis L. Kaplan de Historia Judía en el Departamento de Historia de la Universidad de Maryland.
Es autor de In Iberia and Beyond: Hispanic Jews Between Cultures.